# ビソコイ島
ビソコイ島（ビソコイとう、英: Visokoi Island）は、サウスサンドウィッチ諸島の島で、イギリス領サウスジョージア・サウスサンドウィッチ諸島のトラバーシー諸島に属している無人島である。

## 歴史
1819年、ロシア帝国の冒険家ファビアン・ゴットリープ・フォン・ベリングスハウゼンによって発見された。島名は、島の特出した標高に由来する。Visokoiとはロシア語で高いという意味である。

## 地理
島の最高峰は1,005メートル（ホドソン山）である。